# Инцидент с Ан-28 возле Уэстон-он-Грин
Инцидент с Ан-28 возле Уэстон-он-Грин — авиационная авария с российским самолётом Ан-28 28 августа 1993 года, арендованным Королевскими Военно-Воздушными силами Великобритании для выполнения личным составом прыжков с парашютом. Причиной крушения стал отказ обоих двигателей при наборе высоты.

## Самолёт
Ан-28 (регистрационный номер СССР-28778, заводской 1AJ005-11, серийный 05-11) был выпущен в августе 1988 года. 20 сентября того же года был передан авиакомпании «Аэрофлот» (Ленинградское УГА, Петрозаводский ОАО), в 1992 году был перерегистрирован (RA-28778). В 1993 году был куплен авиакомпанией «АВЛ (Архангельские воздушные линии)». 27 мая того же года перешёл в авиакомпанию Hungarian Aeronautical Association (борт HA-LAJ). Оснащён двумя турбовинтовыми двигателями ТВД-10Б. На день инцидента совершил 1384 цикла «взлёт-посадка» и налетал 1616 часов.

## Экипаж
- Командир воздушного судна — 40 лет, налетал 9400 часов, 1200 из них на Ан-28.
- Второй пилот — 26 лет, налетал 2310 часов, 510 из них на Ан-28.

## Инцидент
Ан-28 борт HA-LAJ был арендован Королевскими ВВС Великобритании для выполнения прыжков с парашютом.
28 августа 1993 года при взлёте с 17 парашютистами на борту, экипаж на высоте 152 метров произвёл уборку закрылков, но во время этого произошло одновременное флюгирование воздушных винтов с отключением двигателей. Экипаж был вынужден произвести жёсткую посадку на близрасположенное убранное кукурузное поле. При посадке самолёт получил значительное повреждение конструкции, однако пожара не произошло. Никто из находившихся на борту людей не пострадал, все парашютисты и оба пилота самостоятельно покинули самолёт.

## Расследование
Расследование инцидента проводил Отдел по расследованию авиационных происшествий Великобритании (AAIB).
Окончательный отчёт расследования был опубликован в апреле 1995 года.
Согласно отчёту, при сборке Ан-28, в нарушение указаний его разработчика, был осуществлён монтаж единой точки заземления электрических систем управления закрылков и автоматического флюгирования воздушных винтов. При увеличении сопротивления в данной точке заземления, ставшего следствием ослаблением затяжки соединения в процессе эксплуатации, уборка закрылков повлекла автоматическое флюгирование винтов и выключение двигателей.

## Последствия
После завершения расследования ГП «Антонов» выпустило указание № 06/14-98-Ан-28, требующее осуществить доработку самолёта Ан-28 по разъединению точек заземления систем.